# La Cascada, Palenque
La Cascada är en ort i Mexiko.   Den ligger i kommunen Palenque och delstaten Chiapas, i den sydöstra delen av landet, 800 km öster om huvudstaden Mexico City. La Cascada ligger 233 meter över havet och antalet invånare är 878.
Terrängen runt La Cascada är lite kuperad. Runt La Cascada är det ganska glesbefolkat, med 32 invånare per kvadratkilometer. Närmaste större samhälle är Belisario Domínguez, 19,4 km väster om La Cascada. I omgivningarna runt La Cascada växer i huvudsak städsegrön lövskog.